# Óscar Arribas Pasero
Óscar Arribas Pasero (Parla, 22 oktober 1998)  is een Spaans Filipijnsvoetballer die voor FC Cartagena speelt als aanvallende middenvelder.  Zijn natuurlijke positie is die van een vleugelspeler, die zowel op de rechter- als de linkervleugel kan spelen.  Daarenboven kan hij zich ook aanpassen aan de spitspositie.

## Club voetbal
Arribas werd geboren in Parla, een dorpje in de Autonome Gemeenschap van Madrid, en verruilde in 2014 de jeugdopstelling van CDE Lugo Fuenlabrada  voor deze van streekgenoot AD Alcorcón. Als achttienjarige maakte hij zijn debuut bij het eerste elftal op 29 november 2016, nog voordat hij een wedstrijd bij de reserves gespeeld had.  Hij viel in tijdens de tweede helft van een met 1-1 geëindigde thuiswedstrijd tegen RCD Espanyol in het kader van de Copa del Rey.   Dat eerste seizoen 2016-2017 zou hij vooral spelen voor het B-elftal, waar hij zijn debuut kende op 15 januari 2017 tijdens een wedstrijd in het kader van de Tercera División.  De derby tegen het filiaal stadsgenoot Getafe CF B eindigde op een 0-3 thuisverlies.  Zijn debuut bij de eerste ploeg op het niveau van de Segunda División A volgde op 4 maart 2017, toen hij tijdens de 87ste minuut mocht invallen.  De wedstrijd tegen Sevilla Atlético eindigde op een scoreloos 0-0.  Het zou tijdens het eerste seizoen, naast de bekerwedstrijd, zijn enige optreden in de eerste ploeg worden.    Het daaropvolgende seizoen 2017-2018 zou hij enkel opgesteld worden tijdens wedstrijden van het filiaal en tijdens seizoen 2018-2019 zou zijn optreden beperkt blijven tot één wedstrijd. Op 16 augustus 2019 tekende Arribas zijn eerste profcontract met een looptijd tot 2021.   Hij scoorde zijn eerste doelpunt bij de hoofdselectie op 12 oktober 2019, door de openingstreffer te scoren tijdens een 1-3 uitoverwinning tegen Sporting Gijón.   Tijdens dit seizoen 2019-2020 zou hij zijn doorbraak kennen en scoorde tijdens de competitiewedstrijden in totaal zes doelpunten gedurende tweeëndertig optredens.  De ploeg zou in de middenmoot op een tiende plaats eindigen. Ook het daaropvolgende seizoen 2020-2021 groeide zijn rol en speelde hij achtendertig wedstrijden en scoorde hij drie maal. De ploeg moest tot op het einde van het seizoen voor het behoud vechten en zou uiteindelijk op een zeventiende plaats eindigen, wat de redding inhield.  Het daaropvolgende seizoen 2021-2022 betekende de degradatie voor de club.  De ploeg bleef tijdens drie vierde van het seizoen op de laatste plaats bengelen en zou de competitie daar ook afsluiten.  Arribas zou één doelpuntje scoren tijdens zijn achtendertig optredens.  De speler zou de ploeg niet volgen en zou voor de eerste keer in zijn carrière voor een andere ploeg tekenen.
Dit werd voor seizoen 2022-2023 gewezen reeksgenoot FC Cartagena.  Hij tekende er op 1 juli 2022 een contract voor één seizoen.  Tijdens twintig competitiewedstrijden zou hij slechts twee basisplaatsen afdwingen en acht invalbeurten. Zijn enig doelpunt zou hij tijdens de vijfde speeldag scoren.  Tijdens de thuiswedstrijd tegen Albacete Balompié verving hij in de zevenenvijftigste minuut Armando Sadiku en elf minuten later scoorde hij de tweede van de avond.  Dit leidde uiteindelijk tot een 2-1 overwinning.  In totaal zou hij 243 minuten spelen en zijn laatste optreden dateerde van 23 oktober, toen op 13 december de club aankondigde dat zijn contract in onderlinge overeenstemming beëindigd was.
Op 8 januari 2023 tekende hij een contract bij Johor Darul Takzim FC, een ploeg spelend in de Superliga van Maleisië.

## Internationaal
Hij werd tussen 13 en 19 november 2022 voor de eerste keer opgeroepen voor de Filipijnse nationale ploeg.